# Секс, інста і ЗНО
«Секс, Інста і ЗНО» (стилізовано як «Sex/Insta/ZNO», «SIZ») — український підлітковий драмедійний вебсеріал виробництва компаній 1+1 Digital Studios. Сюжет серіалу розповідає про пригоди українських школярів у складні роки дорослішання. Серіал є одним з перших українських великобюджетних вебсеріалів.
Прем'єра першого сезону відбулася 25 листопада 2020 року на VOD-платформі 1+1 video.
У серпні 2023 року серіал став доступний на Netflix.

## Сюжет
Звичайна вінницька школа. Кілька одинадцятикласників, які готуються до зовнішнього незалежного оцінювання (ЗНО) і паралельно дружать, ворогують, закохуються, конкурують і сваряться. Головна героїня Саша (Ганнуся Ярмоленко) має всі шанси виграти у голосуванні на пост президента школи. Але затятий ворог Саші Єва (Каріна Черчевич) знаходить компромат, який переверне догори дриґом не лише плани Саші, але і все її життя.

## У ролях
| Актор                    | Роль                  |
| ------------------------ | --------------------- |
| Ганнуся Ярмоленко        | Саша                  |
| Андрій Максимов          | Андрій                |
| Каріна Черчевич          | Єва                   |
| Віталій Зелений          | Даня                  |
| Софія Слюсаренко         | Ханна                 |
| Любава Шокля             | Сніжана               |
| Григорій Наумов          | Клім                  |
| Олександр Яценко         | Богдан                |
| Юрій Рекс                | Костя                 |
| Роланд Мішко             | Вова                  |
| Андрій Косенко           | Коля                  |
| Ірма Вітовська           | психолог              |
| Наталія Васько           | мама Єви              |
| Саша Нікітіна            | Женя                  |
| Олександра Кузьмина      | Аліса                 |
| Ольга Сафронова          | мама Саші             |
| Кирило Нікітенко         | батько Андрія         |
| Максим Кондратюк         | батько Кості          |
| Ігор Шанюк               | батько Кліма          |
| Дарія Лобода             | мама Кліма            |
| Надія Левченко           | мама Вови             |
| Ірина Веренич-Островська | мама Дані             |
| Сергій Смальчук          | батько Дані           |
| Тетяна Лещенко           | мама Андрія           |
| В'ячеслав Бєлозоров      | вітчим Андрія         |
| Євген Бушмакін           | директор школи        |
| Людмила Саченко          | завуч школи           |
| Аліса Клюшкіна           | вчителька фізкультури |

## Виробництво
Автором ідеї стала Ірина Никончук. Серіал створений для показу у digital-форматі, виробництвом якого займалися 1+1 Digital Studios.
Режисером серіалу став Антоніо Лукіч, відомий своїм дебютним повнометражним фільмом «Мої думки тихі».
Сценаристами серіалу стала Євгенія Бабенко разом з Павлом Остріковим, який більш відомий своєю режисерською роботою над короткометражними фільмами «Випуск'97» та «Ґолден лав». Загалом робота над сценарієм тривала понад рік та містила велику кількість досліджень: історії школярів, опитування фокус-груп, консультації з психологами.
Творча група серіалу прагнула показати таку історію, в якій себе впізнає кожен школяр. Для максимальної правдивості творча група серіалу поставила завдання кастинг-директорці відшукати неординарні, а, найголовніше, не бездоганні типажі. За словами шоуранерки проєкту Ірини Никончук, важливо було відверто зобразити у серіалі українських підлітків, з усіма їх недоліками та чеснотами, показати їхні страхи, істинні приховані бажання і невпевненість у всьому. Головними акторами серіалу стали студенти КНУТКТ ім. І. Карпенка-Карого.
Фільмування серіалу розпочалися 13 липня 2020 року.

## Реліз
Прем'єра першого сезону відбулася 25 листопада 2020 року, усі серії стали доступні відразу на VOD-платформі 1+1 video, й згодом також на YouTube-каналі медіагрупи 1+1.

## Саундтрек
16 листопада 2020 року відбувся реліз заголовного треку і саундтреку серіалу.
Заголовний трек із назвою «ZNO» виконує гурт «Вагоновожатые». Автор слів, фронтмен гурту Антон Слєпаков речитативом на фоні брейкбіту розповідає про всі труднощі підліткового життя, з якими за сюжетом серіалу стикаються його герої.
Основним музичним продюсером і композитором «Секс, Інста і ЗНО» став Ігор Кириленко (учасник електронного дуету Hidden Element), створивши близько тридцяти треків для різних сцен серіалу.
Команда проєкту залучила до співпраці першого в Україні музичного супервайзера. Ним став Сергій Вовк, співзасновник лейблу Thousand Kisses Place.
Для ключових сцен серіалу було використано музику багатьох продюсерів та виконавців: Hidden Element, Monsto, Polje, Vroda, Bejenec, SI Process (сольний проєкт Стаса Іващенка, «Вагоновожатые»). До саундтреку серіалу, окрім заголовного треку, увійшли хіти українських виконавців – Макса Барських, ONUKA, Івана Дорна та U_C. А також міжнародних продюсерів та виконавців – Mujuice і Kedr Livanskiy.